# 野中義文
野中 義文（のなか よしふみ、1950年2月6日 - ）は日本のスタントマン。

## 経歴
東京都出身。兄の影響で18歳からバイクレースを始めたことをきっかけに、ヤマハの販促物等でモデルとして起用され始める。23歳の時に映画『愛と誠』でスタントマンとしてデビュー。その後も、映画・テレビ・CMなど数多く出演し、バイク、車だけでなく、ボートや飛行機のスタントマンとしても20年間にわたり、第一線で活動した。『西部警察』シリーズでは、三石千尋率いる「マイクスタントマンチーム」の番頭としても活躍。大型バスの横転や、映画『!［ai-ou］』でのセスナ機とのカースタントは、日本スタント界では野中が初めてとされる。

## 参加作品

### 映画
- 愛と誠（1974年 、松竹）
- 野性の証明（1978年 、東映 ）
- 皮ジャン反抗族（1978年、東映）
- スローなブギにしてくれ（1981年、東映 ）
- セーラー服と機関銃（1981年、東映）
- 月光仮面 THE MOON MASK RIDER （1981年、東映）
- だいじょうぶマイ・フレンド(1983年、東宝)
- キャバレー(1986年、東宝)
- ア・ホ―マンス(1986年、東映)
- この愛の物語(1987年、松竹)
- ロボフレンド（1987年、キャノン・フィルムズ）
- ころがし涼太 激突!モンスターバス（1988年、日活）
- 彼女が水着にきがえたら(1989年、東宝)
- !［ai-ou］(1991年、東宝)

### テレビ
- 七人の刑事
- 大都会 PARTII
- 大都会 PARTIII
- 西部警察 PART-I
- 西部警察 PART-II
- 西部警察 PART-III
- 悪魔のようなあいつ
- 爆笑ドライブイン

### コマーシャル
- NTT、アートネイチャー、USMAIL、出光ガソリン、ポルシェ、ベンツ、アウディ等、他、国内自動車メーカーの車種多数